# Llave alavesa

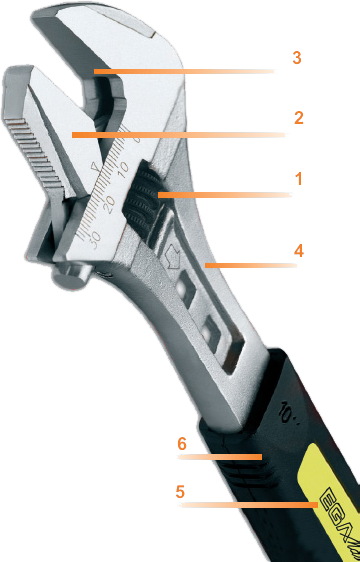
Principales características:
1. Posicionamiento rápido.
2. Sistema combi reversible para trabajar con elementos poligonales y con tubos.
3. Máxima apertura y mínimo espesor.

La llave alavesa, conocida como llave vasca fuera de España, es una variante mejorada de la llave inglesa desarrollada y patentada en 1998 por la empresa española de herramienta de mano EGA Master, de Vitoria (Álava).

## Características técnicas
La principales características de la llave alavesa son un mayor rango de apertura que el de la llave inglesa, lo que permite trabajar con tuercas de dimensiones mayores, y su sistema de ajuste rápido de la pieza móvil, que permite liberar el mecanismo de ajuste rotatorio para desplazar longitudinalmente la pieza ajustable.
En la variedad denominada «combi», la pieza móvil es además extraíble y reversible, lo cual permite permite utilizarla con tuercas u otros elementos poligonales por uno de sus lados, y con tubos y tuercas desgastadas por el otro. Debido a ello, la llave alavesa permite reemplazar a la llave inglesa y a la llave sueca por una única herramienta capaz de hacer las funciones de ambas llaves.
También incluye una escala graduada que facilita el ajuste sobre las piezas, y el diseño del cuerpo de la herramienta reduce su peso a la mitad de lo habitual en llaves de apertura similar, lo que permite utilizarla con una sola mano.

## Premios y reconocimientos
La llave alavesa fue elegida para formar parte de la exposición La utilidad del diseño, organizada en 2008 por el Círculo de Bellas Artes. Además, ha recibido los siguientes premios en diversas ferias y exposiciones:
- Premio a la Innovación en Metalmaq (Lisboa, 2001).
- Premio Especial de la Unión Francesa de Inventores (París, 2003).
- Medalla de Oro en el Salón Internacional de la Invención (París, 2004).
- Premio al mejor diseño de la Oficina Nacional de Diseño Industrial de Cuba y Medalla de Oro a la Calidad de la Oficina Nacional de la Normalización de Cuba (La Habana, 2007).
- Premio a la Calidad otorgado por el Ministerio de la Construcción de Cuba en la categoría de herramientas (Feria de la Construcción de La Habana, 2007).